# 미니어처 아메리칸 셰퍼드

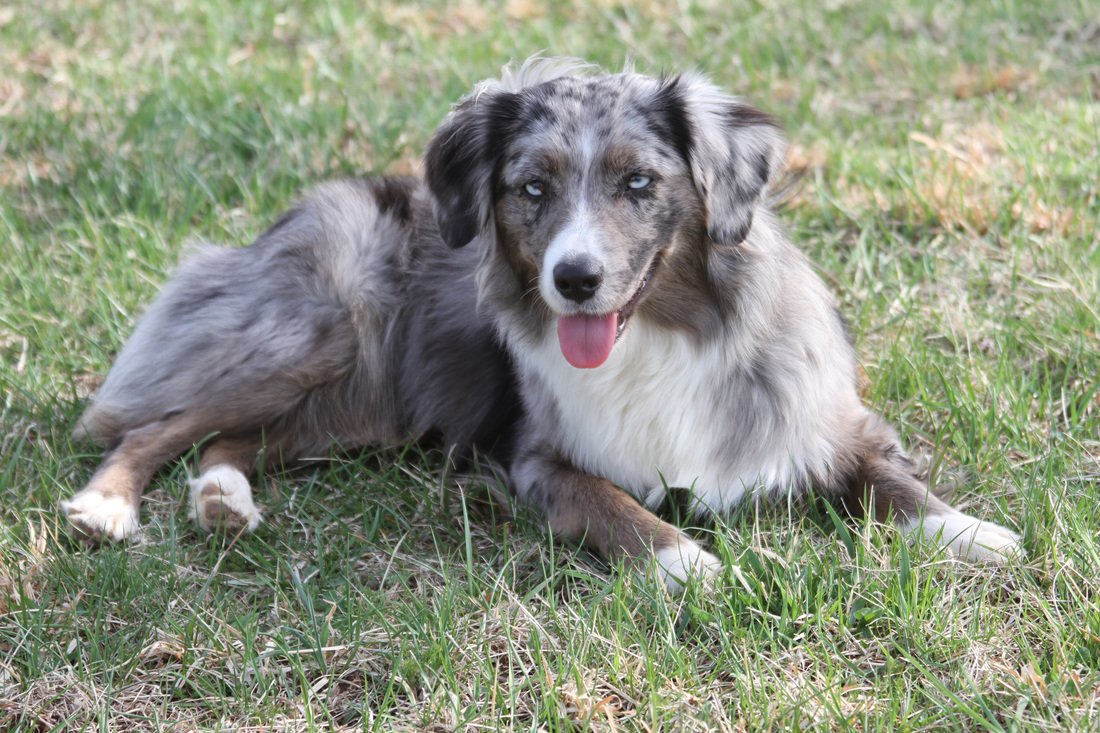
미니어처 아메리칸 셰퍼드

미니어처 아메리칸 셰퍼드(Miniature American Shepherd)는 종종 MAS로 약칭되며, 소형 목축견 품종이다. MAS는 매우 지적이고 순종적이다. 이 품종은 종종 목축, 민첩성, 복종, 개 자유형, 플라이볼 등과 같은 개 스포츠를 위해 훈련된다. 미니어처 아메리칸 셰퍼드는 2015년에 미국애견클럽(AKC)에서 인정을 받았으며, 이 클럽의 186번째 품종이다. 2019년 9월에 국제애견연맹(FCI)이 공식적으로 이 품종을 수용했다.